# 山形県道・新潟県道349号鶴岡村上線
山形県道・新潟県道349号鶴岡村上線（やまがたけんどう・にいがたけんどう349ごう つるおかむらかみせん）は、山形県鶴岡市から新潟県村上市に至る一般県道。通称は「朝日スーパーライン」。

## 概要
東日本最長の一般県道。元々大規模林道だった区間を県道に格上げしたもので、県境付近は夜間通行禁止、冬期閉鎖となる。当線は山形・新潟両県を結ぶ唯一の一般県道である（主要地方道である新潟県道・山形県道52号山北関川線も含めると2路線のみ）。

### 路線データ
- 起点 : 山形県鶴岡市大宝寺町（国道112号鶴岡東バイパス・国道345号との交点 = 大宝寺町交差点）
- 終点 : 新潟県村上市（旧朝日村）古渡路（新潟県道205号高根村上線との交点 = 小川交差点）

## 歴史
- 2013年（平成25年）10月31日：鶴岡市大針地内（大針工区）の道路改良バイパス道路（1.0km）が開通[3]。

## 道路施設
- 本郷橋（大鳥川、鶴岡市）
- 荒沢トンネル（鶴岡市荒沢）
- 荒沢隧道（鶴岡市荒沢）※旧道
- 大鳥トンネル（鶴岡市大鳥）

## 地理

### 通過する自治体
- 山形県
  - 鶴岡市
- 新潟県
  - 村上市

### 交差する道路
- 山形県
  - 山形県道48号鶴岡停車場線・山形県道350号たらのき代鶴岡線（鶴岡市日吉町）
  - 山形県道332号面野山鶴岡線（鶴岡市上畑町）
  - 山形県道47号鶴岡羽黒線（鶴岡市馬場町）
  - 国道345号鶴岡南バイパス（鶴岡市中橋）
  - 国道112号櫛引バイパス（鶴岡市西荒屋）
  - 山形県道383号板井川下山添線（鶴岡市東荒屋）
  - 山形県道44号余目温海線（鶴岡市東岩本）藤島方面

（この間県道44号と重複）
  - 山形県道44号余目温海線（鶴岡市本郷）温海方面 ※未共用区間
- 新潟県
  - 新潟県道208号小揚猿沢線（村上市大場沢 新開交差点）
  - E7 日本海東北自動車道 朝日三面インターチェンジ（村上市大場沢）

### 沿線
- 山形県
  - 鶴岡市立荘内病院（鶴岡市泉町）
  - 庄内藩校 致道館（鶴岡市馬場町）
  - 鶴岡市小真木原公園（鶴岡市小真木原町）
  - 山形大学 農学部附属やまがたフィールド科学センター 高坂農場（鶴岡市高坂）
  - 鶴岡市立あさひ小学校（鶴岡市下名川）
  - 鶴岡市立朝日中学校（鶴岡市本郷）
  - 荒沢ダム（鶴岡市荒沢）
  - タキタロウ公園オートキャンプ場（鶴岡市大鳥）
  - 大鳥自然の家（鶴岡市大鳥）
  - 西大鳥ダム（鶴岡市大鳥）
- 新潟県
  - ゴールドパーク鳴海（村上市高根）
  - 鳴海森林公園（村上市高根）
  - 野田川野営場（村上市三面）
  - 三面川
    - 猿田ダム（村上市千縄）
    - 奥三面ダム（村上市三面）
    - 三面ダム（村上市岩崩）